# Castle Communications
La Castle Communications è stata una casa discografica indipendente con base a Chessington, un'area di Kingston upon Thames (borgo di Londra) in Inghilterra.

## Storia
Venne fondata nel 1983 da Terry Shand, che ne diventò il presidente, insieme a Cliff Dane e Jon Beecher. La casa discografica si specializzò nelle ristampe di dischi di diversi generi musicali, attraverso la Castle Music; inoltre si occupò della diffusione di opere audiovisive, pubblicate come Castle Vision. Negli anni creò diversi marchi tra cui la Castle Classics e la Raw Power, inoltre acquistò la Bronze Records nel 1986, la PRT Records nel 1990 e la Sugar Hill Records nel 1995.
Nel 2000 la compagnia è stata rilevata dalla Sanctuary Records ed ha cessato di esistere nel 2007 con l'acquisizione della Sanctuary da parte della Universal Music Group.
Tra gli album ristampati tramite le varie etichette della Castle vi sono quelli di molti gruppi musicali heavy metal, tra cui Deep Purple, Black Sabbath, Iron Maiden, Judas Priest, Motörhead, Saxon, Venom, Dio, W.A.S.P., Accept e Helloween.

## Marchi appartenuti alla Castle
- Blatant
- Castle Classics
- Castle Masters Collection
- Dojo Limited
- Kaz Records Ltd
- Knight Records Ltd
- Raw Power
- Showcase
- That's Original
- Touchdown Records
- Transatlantic Records